# Offene Studie
Eine klinische Studie wird als offene Studie (auch: unverblindete Studie oder Open-Label-Studie) bezeichnet, wenn die Studienteilnehmenden, die Therapierenden und die involvierten Mitarbeitenden Bescheid wissen, welche Therapie die Studienteilnehmenden erhalten. Trotzdem meistens möglich und empfehlenswert ist die Auswertung einer offenen Studie durch blinde Auswertende.
Das heißt, dass die Auswertenden nicht wissen, welche Behandlung die zu beurteilende Person erhalten hatte. Das Gegenstück zu einer offenen Studie ist eine Blindstudie, beispielsweise eine einfach oder doppelt verblindete Studie, bei der die behandelten, behandelnden und/oder auswertenden Personen nicht wissen, welche der untersuchten Therapien jeweils verabreicht wurde.
Offene Studien werden häufig bei Therapien in frühen Entwicklungsstadien, meistens in den klinischen Phasen I und II, genutzt. Ein offenes Studiendesign kommt jedoch auch oft bei Phase-III-Studien zum Einsatz, wenn eine Verblinding nicht möglich oder ethisch nicht zu rechtfertigen ist. Ein Beispiel hierfür ist der häufige Fall, dass nur eines der verglichenen Medikamente intravenös verabreicht wird, womit für eine Verblindung die Gabe eines intravenösen Placebo in den anderen Studienarmen erforderlich wäre.